# Хуссейн, Мусаддик
Мусаддик Хуссейн (англ. Musaddiq Hussain, 17 апреля 1968, Пешавар, Пакистан) — пакистанский хоккеист (хоккей на траве), нападающий. Бронзовый призёр летних Олимпийских игр 1992 года, участник летних Олимпийских игр 1988 и 1996 годов, чемпион летних Азиатских игр 1990 года.

## Биография
Мусаддик Хуссейн родился 17 апреля 1968 года в пакистанском городе Пешавар.
Играл в хоккей на траве за ПИА из Карачи.
В 1988 году вошёл в состав сборной Пакистана по хоккею на траве на летних Олимпийских играх в Сеуле, занявшей 5-е место. Играл на позиции нападающего, провёл 6 матчей, забил 1 мяч в ворота сборной Индии.
В 1990 году завоевал золотую медаль хоккейного турнира летних Азиатских игр в Пекине.
В 1992 году вошёл в состав сборной Пакистана по хоккею на траве на летних Олимпийских играх в Барселоне и завоевал бронзовую медаль. Играл на позиции нападающего, провёл 7 матчей, забил 1 мяч в ворота сборной Объединённой команды.
В 1996 году вошёл в состав сборной Пакистана по хоккею на траве на летних Олимпийских играх в Атланте, занявшей 6-е место. Играл на позиции нападающего, провёл 7 матчей, забил 3 мяча в ворота сборной Аргентины.
В 1987—1993 годах провёл за сборную Пакистана 95 матчей, забил 31 мяч.